# Woordenboek van de Achterhoekse en Liemerse Dialecten
Het Woordenboek van de Achterhoekse en Liemerse Dialecten (afgekort: WALD) is een projekt dat bestaat uit negen themawoordenboeken van Achterhoekse en Liemerse dialecten.
Het Erfgoedcentrum Achterhoek en Liemers en zijn voorganger, het Staring Instituut, zijn sinds 1979 bezig een systematisch woordenboek voor de Achterhoekse en Liemerse dialecten samen te stellen. Dit woordenboek is geen alfabetische lijst met woorden, maar rangschikt de woorden per onderwerp. De volgende thema's zijn gekozen:
- De mens
- De mens en zien huus
- De mens en zien wark
- De mens en zien gezins- en gemeenschapslaeven
- De mens en de weerld

De volgende WALD-woordenboeken zijn verschenen:
- De mens en zien huus (1984)
- De mens en de weerld-A (1987)
- De mens en de weerld-B (1989)
- De mens-A (1993)
- De mens-B (1996)
- De mens-C (2001)
- De mens-D (2004)
- De mens en zien näösten-A (2009)
- De mens en zien näösten-B (2010)